# Funiculaire du Vieux-Québec
 (janvier 2022).
Si vous disposez d'ouvrages ou d'articles de référence ou si vous connaissez des sites web de qualité traitant du thème abordé ici, merci de compléter l'article en donnant les références utiles à sa vérifiabilité et en les liant à la section « Notes et références ».
Le funiculaire du Vieux-Québec est un ancien funiculaire touristique, converti ensuite en ascenseur incliné de deux cabines indépendantes, qui relie le Petit Champlain dans la Basse-Ville à la terrasse Dufferin en haut du Cap Diamant.

## Histoire
Le premier funiculaire, construit par William Griffith,fut ouvert le 17 novembre 1879. À l'origine,son fonctionnement était à contrepoids d'eau. Il a été converti à l'électricité en 1907 par Alexander Cummings.
Le 2 juillet 1945, un incendie détruisit la structure. Il fut reconstruit et complété en 1946 en le recouvrant d'une cage métallique.
Au début des années 70, la direction du patrimoine aimerait éliminer le funiculaire car elle juge le la cage métallique disgracieuse.
C'est finalement M. Jean-Guy Armstrong, son propriétaire, qui le sauvera en le transformant en funiculaire panoramique pour offrir aux utilisateurs une vue  sur le fleuve et le quartier du Petit Champlain. Il ouvrira en 1978 après d'importantes rénovations.
Le 12 octobre 1996, des défaillances provoquent  un accident au funiculaire de Québec. Bilan: deux morts et 14 blessés.
Il a été entièrement reconstruit 1998. Les deux cabines sont indépendantes et autonomes. Techniquement, il s'agit maintenant d'ascenseurs inclinés plutôt que d'un véritable funiculaire.
Il célèbre son 125e anniversaire en 2004. Pour l'occasion, on commémore l'événement en dévoilant une œuvre d'art sur le terrain adjacent  et en publiant un livre.

## Données techniques
- Longueur : 64 mètres
- Hauteur : 59 mètres
- Angle : 45°
- Cabines : 2
- Configuration : doubles rails
- Traction : électricité

## Galerie

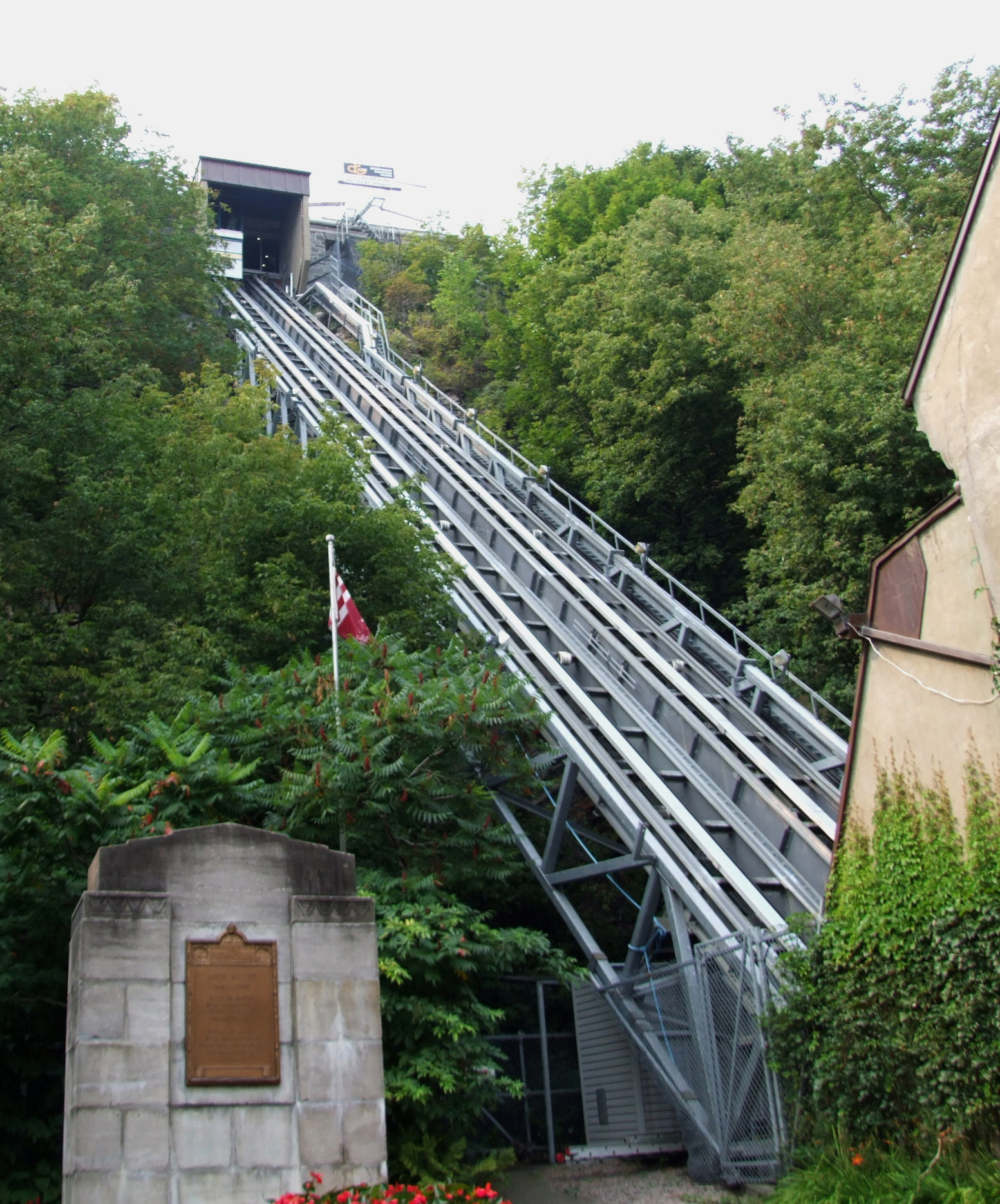
Funiculaire
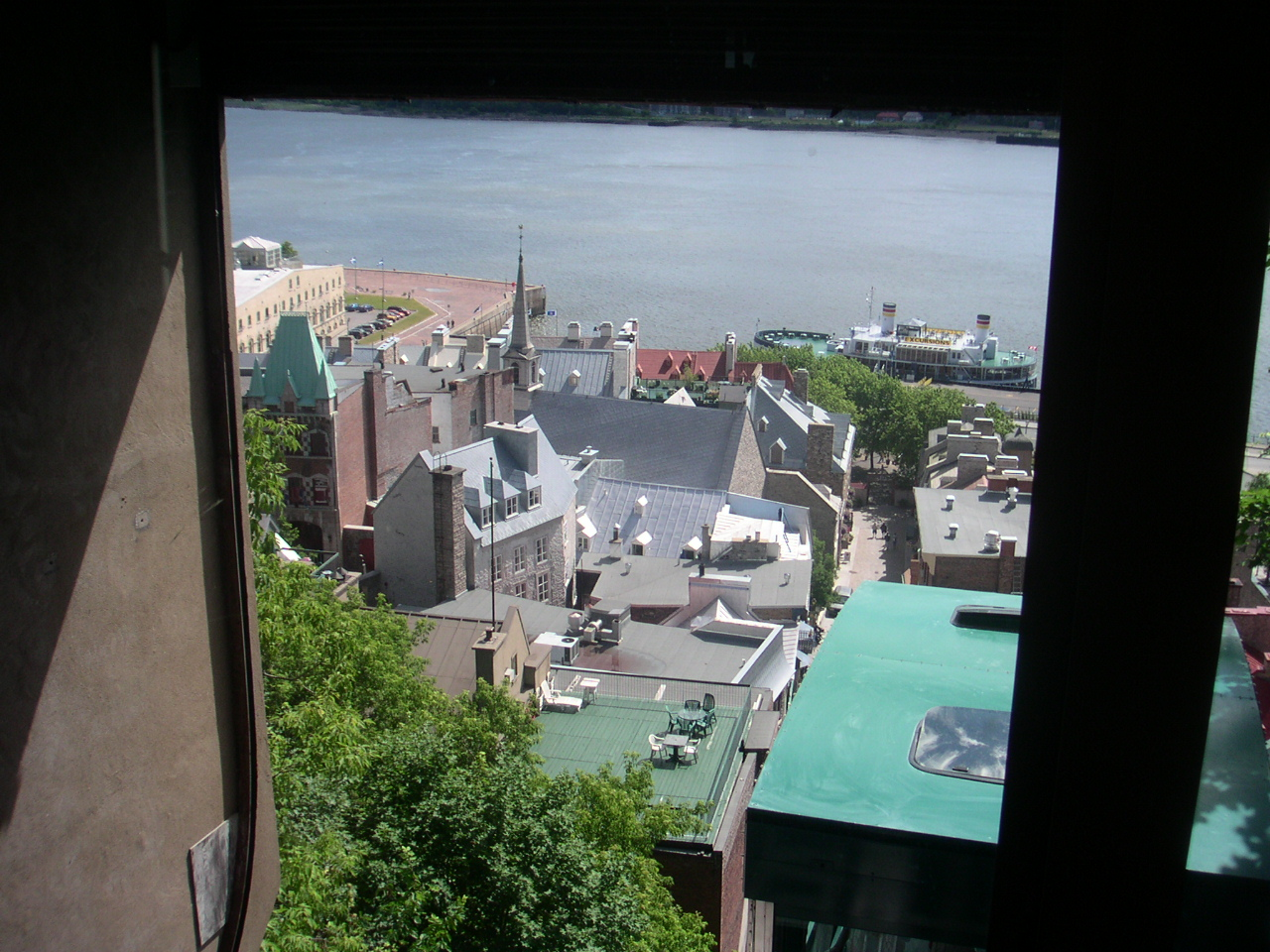
Vue de la gare d'en haut sous la terrasse Dufferin
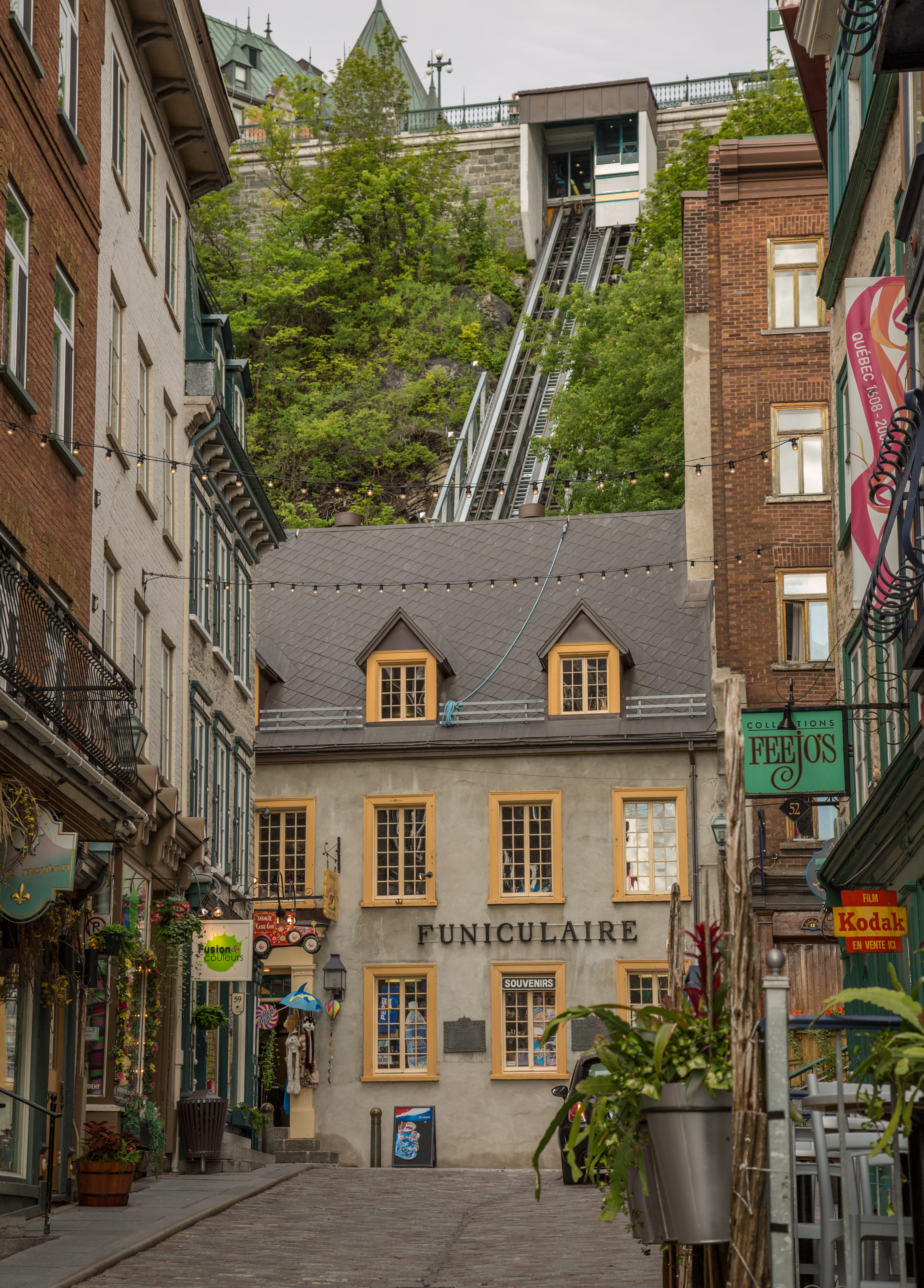
Vue d'en bas